# Donezk
Donezk (ukrainisch Донецьк [doˈnɛt͡sʲk] ⓘ, in englischer Transkription Donetsk) ist eine Stadt in der östlichen Ukraine, das Zentrum des Kohlereviers Donbass und war mit etwa 1,1 Millionen Einwohnern (mit Vororten, Stand 1989/1998) vor dem Russisch-Ukrainischen Krieg die fünftgrößte Stadt des Landes. 2022 wurde die Einwohnerzahl mit 901.645 angegeben. Die Stadt ist ein wichtiger Industriestandort des Landes, Sitz mehrerer Universitäten sowie ein wichtiges Kulturzentrum.
Seit 2014 ist Donezk de facto die Hauptstadt der Volksrepublik Donezk – eines unter russischem Protektorat stehenden Territoriums. Seit 2022 ist die Volksrepublik Donezk ein Föderationssubjekt der Russischen Föderation, wobei Donezk weiterhin ihre Hauptstadt ist. De jure bleibt Donezk gemäß der administrativ-territorialen Gliederung der Ukraine die Hauptstadt der Oblast Donezk, die zum größten Teil von Russland besetzt ist.
Von 1924 bis 1961 führte die Stadt den Namen Stalino (nach dem sowjetischen Politiker Josef Stalin), davor hieß sie Jusowka (nach dem britischen Gründer John Hughes).

## Geografie

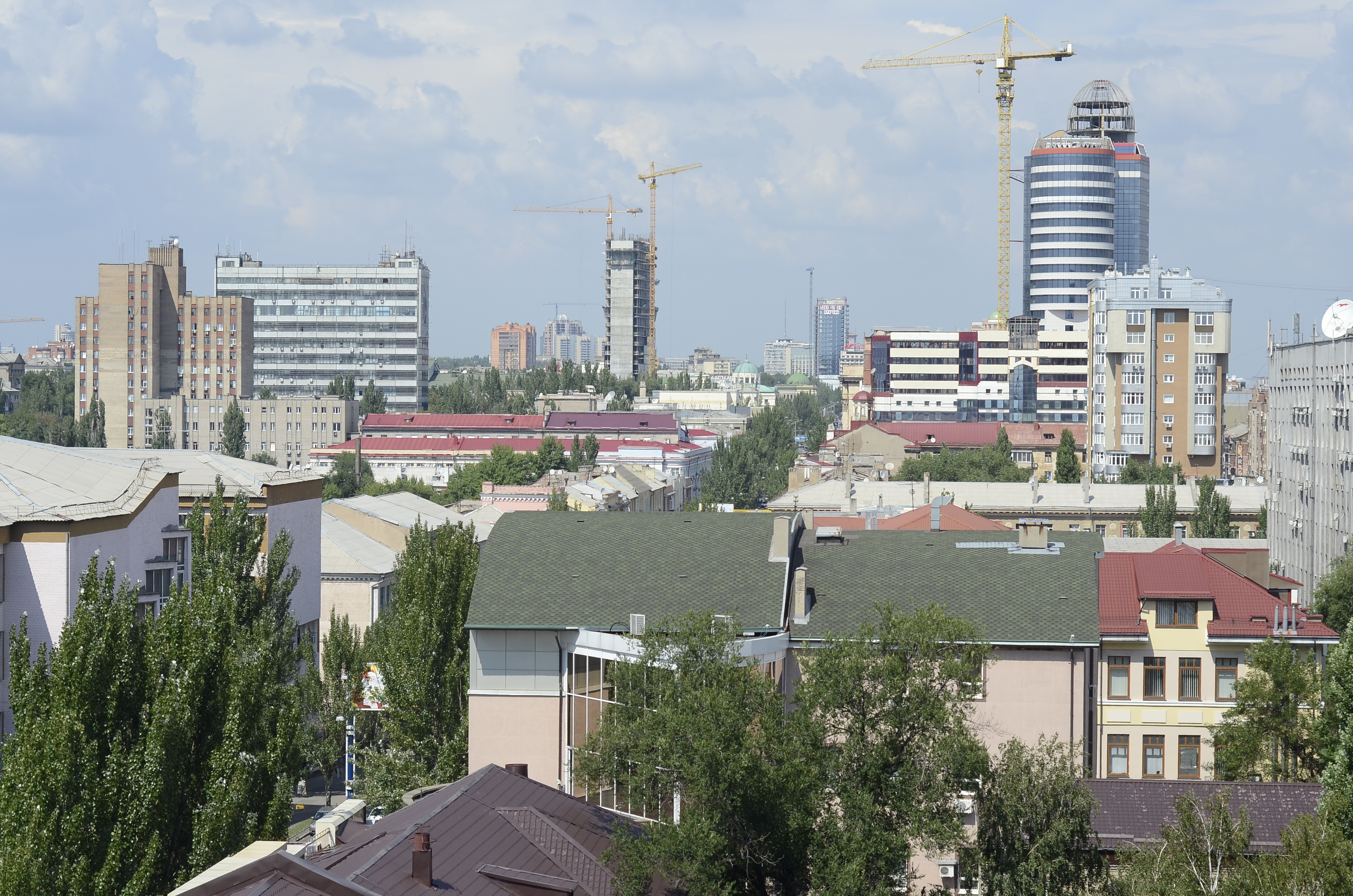
Blick über die Stadt

Donezk liegt in einer überwiegend landwirtschaftlich genutzten Steppenlandschaft, die von kleinen Wäldern, Anhöhen (natürliche und Abraumhalden der Bergwerke) und Seen umgeben ist. Die Stadt liegt am Fluss Kalmius, der etwa 120 km südlich von Donezk, bei Mariupol, in das Asowsche Meer mündet, welches traditionell ein bevorzugtes Urlaubsrevier der Bevölkerung ist.
Die Stadtgemeinde gliedert sich in neun Stadtrajone (Rajon Budjonnyj, Rajon Woroschylow, Rajon Kalinin, Rajon Kiew, Rajon Kirow, Rajon Kujbyschew, Rajon Lenin, Rajon Petrow und den Rajon Proletariat), eine Stadt (Mospyne/Моспине), zwei Siedlungen städtischen Typs (Horbatschewo-Mychajliwka/Горбачево-Михайлівка, Laryne/Ларине), sieben Dörfer (Byrjuky/Бирюки, Werbowa Balka/Вербова Балка, Hryschky/Гришки, Mychajliwka/Михайлівка, Nowodwirske/Новодвірське, Oktjabrske/Октябрське – offiziell seit 2016 Kyslytsche/Кисличе, Temrjuk/Темрюк) und Pawlohradske/Павлоградське. Dem Rajon Proletariat ist administrativ die SsT Horbatschewo-Mychajliwka und die Stadt Mospyne zugeordnet, der Stadt selbst die sieben Dörfer. Zum Rajon Budjonnyj gehört die SsT Laryne und dieser untergeordnet das Dorf Pawlohradske.

## Geschichte
Etymologie: Der Name der Stadt kommt vom Fluss Donez, was übersetzt „kleiner Don“ heißt.

### 1869 bis 1917

Denkmal für John Hughes in Donezk (2001 errichtet)

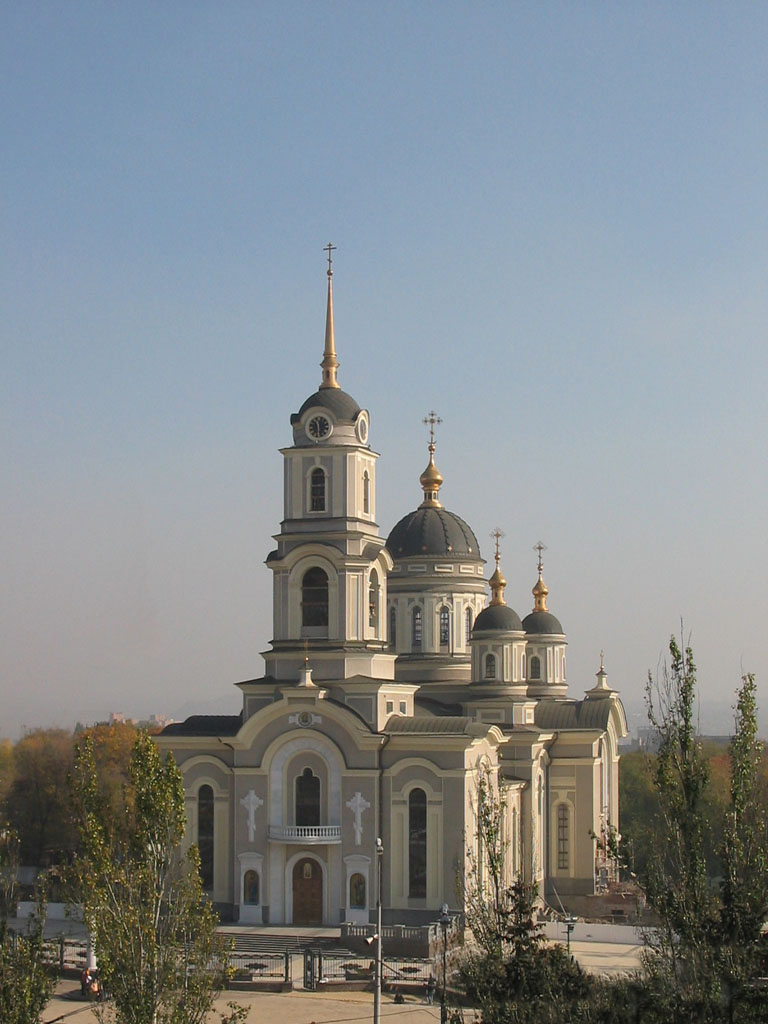
Preobraschenski-Kathedrale

1869 gründete der Waliser John Hughes mit seiner aus England mitgebrachten modernen technischen Ausrüstung und 100 Facharbeitern eine metallurgische Fabrik, um welche sich rasch eine Siedlung entwickelte. Die Siedlung wurde nach Hughes damaliger russischer, aussprachenaher Schreibweise Jus (Юз) Jusowka (Юзовка) genannt.
Hughes war von der russischen Regierung nach dem Schock des Krim-Krieges kontaktiert worden, weil man in der Region des späteren Donezk zwar Erz-, Kohle und Wasservorkommen hatte, eigene Bemühungen um den Aufbau einer Eisenindustrie aber an den mangelnden technischen Voraussetzungen gescheitert waren. Im Januar 1872 nahm der erste Hochofen seine Arbeit auf, es folgten weitere und das Werk mit fast 1.800 Mitarbeitern wurde zum größten Metallproduzenten des russischen Reiches. Während die Fachkräfte aus dem Ausland kamen, strömten die Arbeiter aus den weniger fruchtbaren südlichen Regionen Russlands in die aufstrebende Industriestadt. Unter ihnen war 1908 auch der junge Nikita Chruschtschow.

### 1917 bis 1991
1917 wurde Jusowka zur Stadt erhoben und 1924 zu Ehren Stalins in Stalino umbenannt.
Im Zweiten Weltkrieg wurde die Stadt fast völlig zerstört. Vom 10. Oktober 1941 bis zum 7. September 1943 stand Stalino unter deutscher Besatzung. Das brutale Vorgehen der Deutschen gegen die sowjetische Bevölkerung im Allgemeinen und gegen alle Juden im Besonderen hatte sich bereits im Sommer 1941 in der Stadt herumgesprochen. Viele Einwohner flohen daraufhin nach Osten, um nicht unter deutsche Besatzung zu geraten. Knapp 200.000 Bewohnern (40 % der gesamten Einwohner), darunter auch sehr vielen Juden, gelang es zu fliehen, so dass im Oktober 1941 nur noch etwa 290.000 Menschen in der Stadt lebten. Von der verbliebenen Bevölkerung ermordete die deutsche Besatzungsmacht etwa 60.000 Menschen, davon 17.000 Juden.
Die nach Kriegsende im typisch sowjetischen Reißbrettstil neu errichtete Stadt war durch Eingemeindung einiger Ortschaften um vieles größer als zuvor. Seit 1961 heißt die Stadt Donezk wegen ihrer Lage im nach dem Siwerskyj Donez benannten Donezbecken. Donezk wurde in den 1960er-Jahren von der UNESCO als grünste Industriestadt in ihrer Einwohnerklasse ausgezeichnet. Zu Recht bezeichnete sich Donezk als „Stadt der Millionen Rosen“.

### Seit 1991

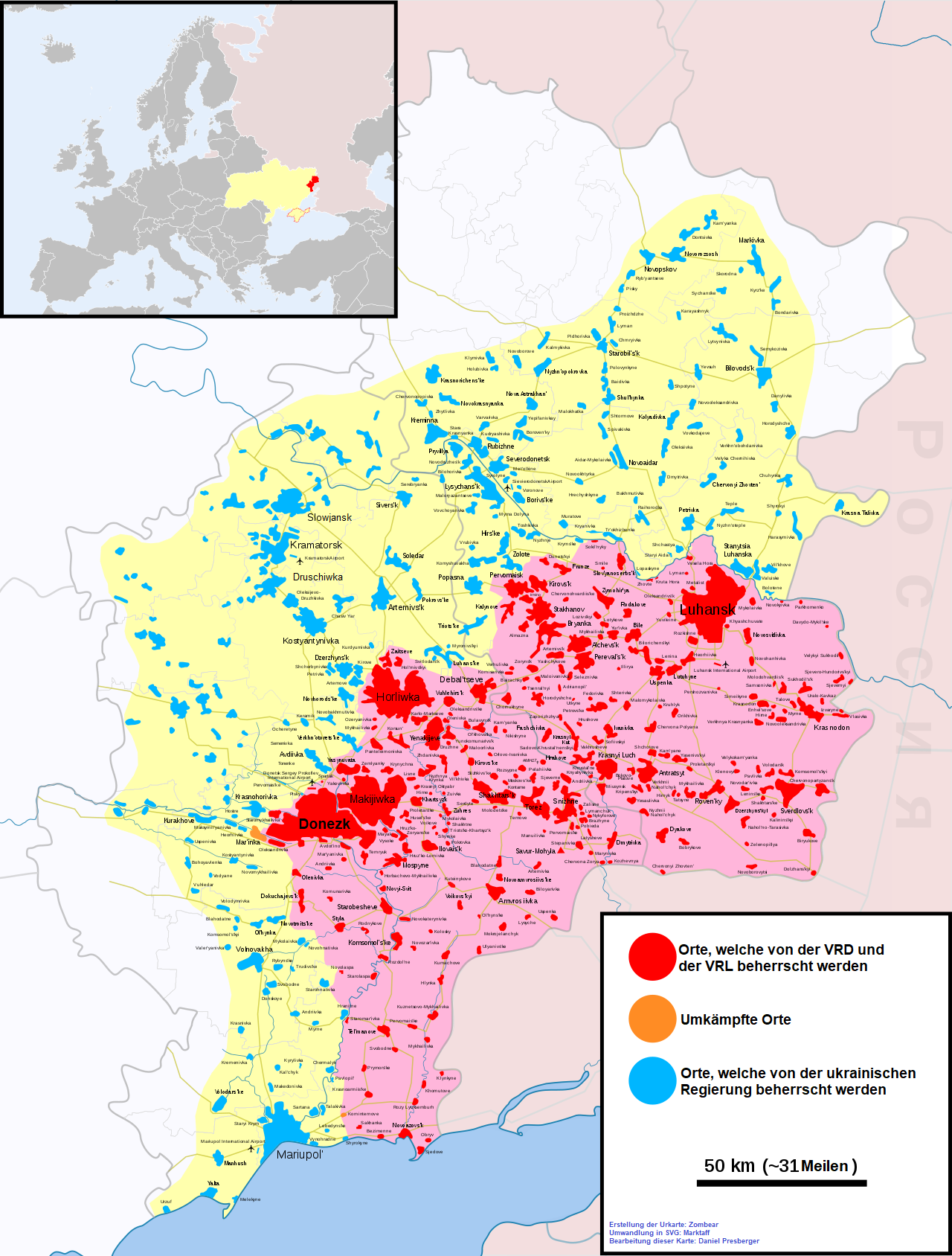
Lage von Donezk im Krieg in der Ostukraine nach 2014

Im Jahr 1991 wurde die damals zur USSR bzw. UdSSR gehörende Oblast Donezk nach dem Referendum über die Unabhängigkeit der Ukraine Staatsgebiet der Ukraine. Damit ging auch die Stadt in ukrainisches Territorium über.
2012 war die Stadt ein Austragungsort der Fußball-Europameisterschaft 2012. Dafür wurde von 2006 bis 2009 ein neues Stadion, die Donbass Arena, errichtet. Nur fünf Jahre später wurde dieses während des Krieges in der Ukraine stark beschädigt und ist derzeit bis auf weiteres geschlossen.
Im Verlauf des Russisch-Ukrainischen Krieges kam es zu gewalttätigen Zusammenstößen zwischen pro-russischen Demonstranten und Unterstützern der ukrainischen Übergangsregierung. Das Gebäude der Regionalverwaltung wurde mehrfach von pro-russischen Demonstranten besetzt; dabei wurde auf dem Dach die russische Fahne gehisst. Im Zusammenhang mit diesen Ausschreitungen erklärte das russische Außenministerium, Russland sei bereit, „seine Landsleute und seine Staatsbürger in der Ukraine“ zu beschützen. Die OSZE entsandte am 21. März 2014 unter anderem nach Donezk Beobachter. Am 28. April 2014 fand in Donezk die letzte pro-ukrainische Demonstration statt, welche sich angesichts gewaltsamer, behelfsmäßig bewaffneter Gruppen, welche durch die Stadt zogen und „Angst und Terror verbreiteten“, auflöste. Die Stadt befindet sich seitdem unter Kontrolle der international nicht anerkannten Volksrepublik Donezk und dient dieser als Hauptstadt. Am 25. Mai 2014, einen Tag nach der Präsidentschaftswahl in der Ukraine, wurde der Donezker Flughafen durch pro-russische Separatisten besetzt, kurz darauf jedoch wieder durch ukrainische Regierungstruppen zurückerobert. Der Flughafen wurde später zum Mittelpunkt der Kämpfe zwischen beiden Seiten. Die Separatisten versuchten entgegen diversen Waffenstillstandsvereinbarungen das Flughafengelände zu erobern, was ihnen im Januar 2015 schließlich auch gelang. Auch danach gab es heftige Gefechte im Raum Donezk, das an der Grenze zwischen den von Separatisten und Regierungstruppen kontrollierten Gebieten des Donezbeckens liegt. Dabei wurde die Stadt selbst auch noch Anfang 2015 von der ukrainischen Armee mit schwerer Artillerie beschossen, wobei nach Angaben der Separatisten 17 Soldaten und vier Zivilisten getötet wurden. Getroffen wurde auch ein Krankenhaus. Beide Konfliktparteien beschuldigten sich gegenseitig, für den Zwischenfall verantwortlich zu sein. Auch wenn durch das Minsker Abkommen vom Februar 2015 der Einsatz schwerer Waffen unterbunden wurde, flackerten auch noch 2017 im Stadtgebiet wieder Gefechte auf. Die Versorgungslage der Zivilbevölkerung ist prekär, viele Menschen, insbesondere ältere, waren auf Hilfslieferungen angewiesen.
Unter dem Regime der Volksrepublik war die Menschenrechtslage katastrophal. Etwa die Hälfte der Einwohner hat Donezk verlassen. Der Zustand der Rechtlosigkeit dauerte noch am Jahresanfang 2022 an; zum Selbstschutz löschen die Bewohner regelmäßig ihre Mobiltelefone, um im Zweifelsfall nicht willkürlichen Beschuldigungen ausgeliefert zu sein. Als nach False Flag-Inszenierungen (zum Beispiel eine Sprengung eines alten Fahrzeugs) in Donezk am 18. Februar 2022 die Evakuierung von Frauen und Kindern angeordnet wurde, schwieg die Mehrheit der Menschen, die der Regierung keinen Glauben schenkten, einzig „um des eigenen Wohles willen“.
Russland habe im Gebiet die ukrainische kulturelle Identität auslöschen wollen, so der österreichische Militärspezialist Gustav Gressel; kulturelle, journalistische und intellektuelle Eliten seien verfolgt worden, was Gressel als „Säuberung“ bezeichnete.

## Bevölkerungsentwicklung
Die Einwohnerzahl Donezks ist innerhalb von nur 110 Jahren von 164 Einwohnern im Jahr 1870 bis 1.020.000 im Jahr 1979 gestiegen. Seit einigen Jahren sinkt jedoch die Einwohnerzahl der Stadt. Im Jahr 2001 bestand die Bevölkerung Donezks aus folgenden Volksgruppen:
| Jahr | Einwohner |
| ---- | --------- |
| 1870 | 164       |
| 1884 | 5.494     |
| 1897 | 28.100    |
| 1910 | 48.000    |
| 1926 | 105.739   |
| 1939 | 466.300   |
| 1959 | 699.200   |
| 1970 | 879.000   |
| 1979 | 1.020.800 |
| 1989 | 1.109.100 |
| 1998 | 1.065.400 |
| 2006 | 993.500   |
| 2012 | 970.200   |
| 2013 | 968.600   |
| 2014 | 953.782   |

| Volksgruppe     | Einwohner | in Prozent |
| --------------- | --------- | ---------- |
| Russen          | 493.392   | 48,15      |
| Ukrainer        | 478.041   | 46,65      |
| Belarussen      | 11.769    | 1,15       |
| Griechen        | 10.180    | 0,99       |
| Juden           | 5.087     | 0,50       |
| Tataren         | 4.987     | 0,49       |
| Armenier        | 4.050     | 0,40       |
| Aserbaidschaner | 2.098     | 0,20       |
| Georgier        | 2.073     | 0,20       |
| Andere          | 13.001    | 1,27       |
| Gesamt          | 1.024.678 | 100,00     |

## Sprache
Donezk gehört zu den ukrainischen Großstädten mit überwiegend russischsprachiger Bevölkerung. Wie hoch der Anteil der Russischsprachigen in der Stadt genau ist, ist Anlass für Debatten. Nach Angaben des Donezker Statistikamts sind mindestens 11 % der Donezker ukrainische Muttersprachler. Laut einer Studie aus dem Jahr 2011 hat in einer Testgruppe in Donezk nur 1 % der Teilnehmer im Alltag ausschließlich Ukrainisch gesprochen. 12 % der Testpersonen nutzen Ukrainisch und Russisch gleichermaßen, während 87 % der Teilnehmer ausschließlich Russisch sprachen. Demzufolge sprechen, inklusive Zweisprachigen, 99 % der Donezker im Alltag Russisch und nur 13 % Ukrainisch.

## Wirtschaft

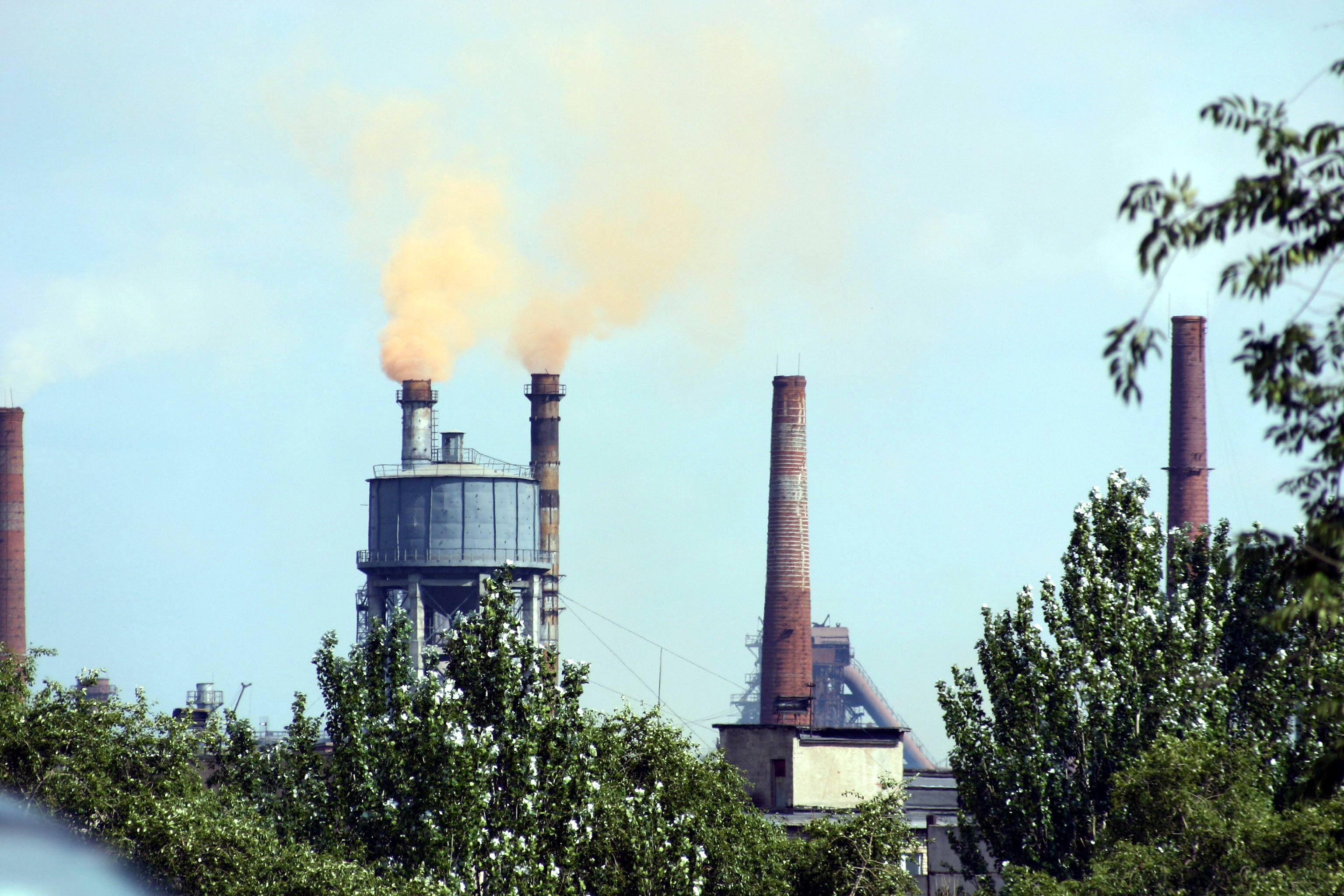
Schwerindustrie prägt das Stadtbild

Donezk ist ein wichtiges Zentrum der Schwerindustrie und des Kohlebergbaus. Hier befinden sich – zum Teil direkt unter der Stadt – vor allem Steinkohlebergwerke, in denen es in letzter Zeit wiederholt zu schweren Unfällen gekommen ist.
Kohle, Stahl und Chemie in Donezk und der umliegenden Region Donezbecken verfügen über die zentralen wirtschaftlichen Ressourcen der Ukraine. Keine andere Region des Landes hatte vor der postsowjetischen Wirtschaftskrise einen ähnlich hohen Lebensstandard. Seit 1991 spielen Oligarchen wie beispielsweise Rinat Achmetow in der Wirtschaftsregion eine große Rolle.
Inzwischen kämpft nicht nur der Bergbau mit Problemen der Wirtschaftlichkeit. Auch die Stahlindustrie produziert mit veralteten Anlagen. Im Gegensatz zur Region Charkiw, einer Nettozahlerin für den ukrainischen Zentralhaushalt, musste das Donezker Gebiet subventioniert werden.

## Bildung
Donezk ist eine Stadt mit mehreren Universitäten und Hochschulen und ihren wissenschaftlichen Forschungsinstituten, die sich hauptsächlich mit Themen der hier ansässigen Industriezweige befassen. An diesen Schulen wurden seit 1970 auch hunderte von Studenten aus Deutschland bzw. der damaligen DDR ausgebildet.
- Nationale Technische Universität Donezk: Diese Universität wurde in den 1930er-Jahren als „Polytechnisches Institut“ gegründet. In enger Kooperation mit der Universität Magdeburg werden in Donezk an der „Deutsch-Technischen Fakultät“ Ingenieure im Bereich Automatisierung sowie Mechatronik ausgebildet.
- Nationale Medizinische Universität Donezk: Diese Universität wurde 1930 als Medizinisches Institut gegründet.
- Nationale Universität Donezk: Diese Universität wurde 1965 gegründet, sie ging aus dem bereits 1937 gegründeten „Pädagogischen Institut“ hervor.
- Islamische Universität Donezk, u. a. mit dem „Zentrum des Islam in der Ukraine“.
- Donezker Institut für Tourismus oder „Donetsk Institute of Tourist Business“ (DITB).

## Verkehr
- Vor dem Ausbruch des Ukrainekrieges war der Flughafen Donezk einer der meistgenutzten Flughäfen in der Ukraine. Es gab umsteigefreie Flugverbindungen etwa nach Deutschland und Österreich. Am 26. Mai 2014 wurde mit der 1. Schlacht um den Flughafen der Flugbetrieb eingestellt. Im Zuge der 2. Schlacht wurden bis 19. Januar 2015 Altes und Neues Terminal und der Tower zerstört.

- In der Stadt verkehren Straßenbahnen (Straßenbahn Donezk seit 1928) auf 12 Linien, ferner Obusse, Omnibusse und Sammeltaxen. Seit 1992 wurde mit wechselnder Intensität an der Metro gebaut. Finanzmangel und Streiks wegen ausstehender Löhne führten immer wieder zur Unterbrechung und 2011 zum Abbruch der Bauarbeiten. Die erste Linie mit sechs Bahnhöfen sollte zur Fußball-Europameisterschaft 2012 eingeweiht werden, ist jedoch bis heute (2023) nicht fertiggestellt.

## Kultur und Sehenswürdigkeiten

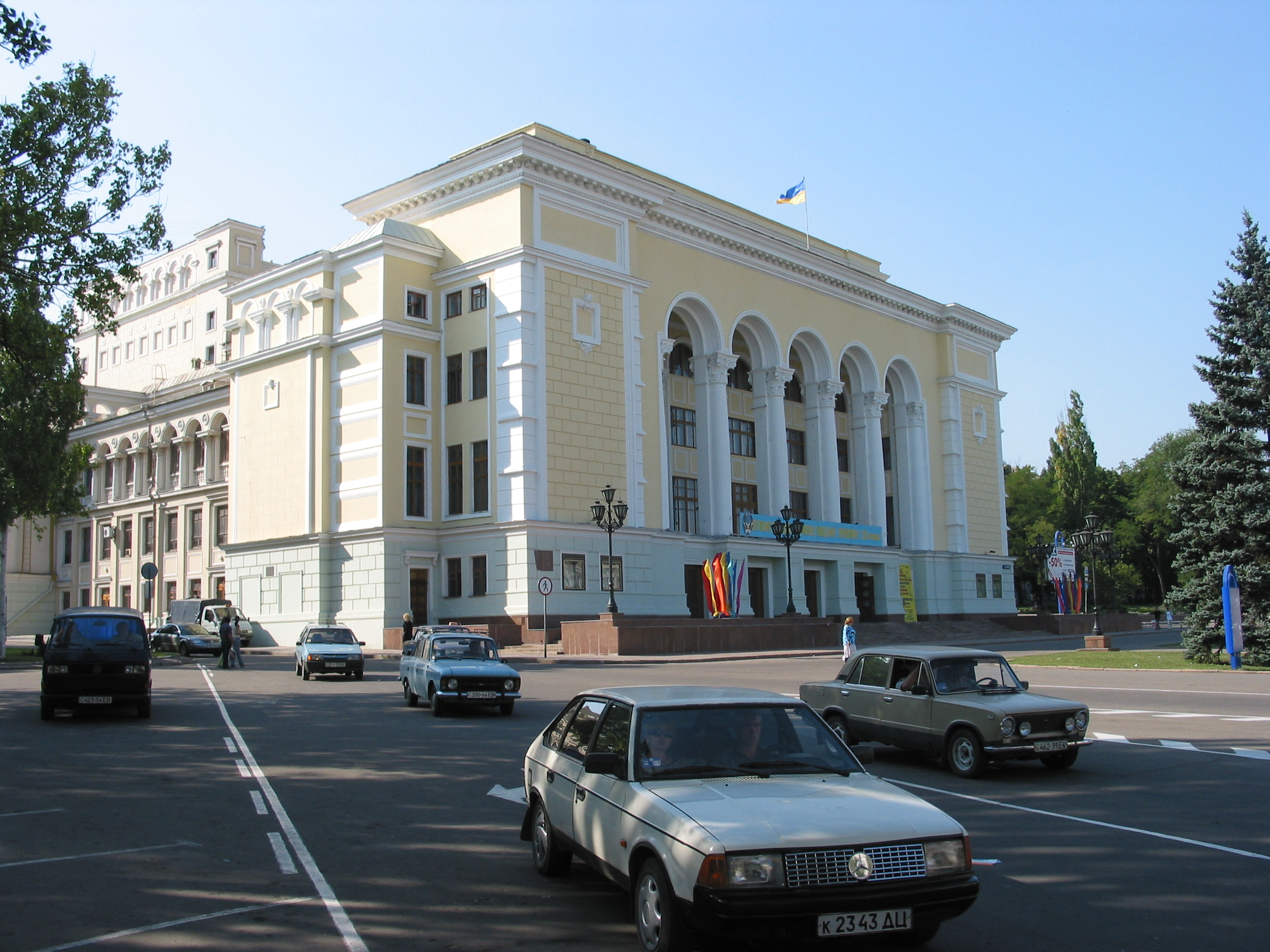
Opernhaus von Donezk

- Opernhaus, Musik-Drama-Theater (1961 von Jelisaweta Natanowna Tschetschik erbaut), Philharmonie und mehrere kleine Theater
- Das Ballett ist bekannt durch Wadim Pissarew.
- TV-Sendemast am neuen Fernsehzentrum: Höhe: 360 Meter
- Donbass Arena: Fußballstadion des Klubs Schachtar Donezk
- Puschkin Boulevard, eine 1,7 km lange, innerstädtische Parkanlage mit einer Sammlung bedeutender Denkmäler
- Der Park der Schmiedefiguren am Stadtverwaltungsgebäude[27]

## Kriegsgefangenenlager nach dem Zweiten Weltkrieg
In der Zeit nach Beendigung der deutschen Besatzung richtete die Sowjetunion in der Stadt die beiden Kriegsgefangenenlager 280 (bis 1954) und 473 für deutsche Kriegsgefangene des Zweiten Weltkriegs ein. Schwer Erkrankte wurden in den Kriegsgefangenenhospitälern 2829 und 8987 versorgt. Es gab mehrere Friedhöfe für verstorbene Kriegsgefangene.

## Sport

Donbass Arena vor der Zerstörung im Russisch-Ukrainischen Krieg

Im internationalen Sport bekannt ist Donezk in den Bereichen:
- Basketball (BK Donezk)
- Eishockey (HK Donbass Donezk)
- Fußball (Schachtar Donezk, Olimpik Donezk, Metalurh Donezk/ehemaliger Verein)
- Handball (Schachtar, heute HK Donbas)
- Stabhochsprung (Serhij Bubka)
- Im Donbass Equicentre wurden von 2010 bis 2013 internationale Springturniere ausgetragen.

## Städtepartnerschaften
Eine Partnerschaft bestand seit den 1960er-Jahren mit dem damaligen Bezirk Magdeburg, basierend auf der Gemeinsamkeit als wichtiges Zentrum des Schwermaschinenbaus im jeweiligen Land. Sie wurde jedoch 1997 deutscherseits aufgekündigt. In diesem Rahmen findet ein reger Austausch zwischen der Otto-von-Guericke-Universität und der Nationalen Technischen Universität Donezk statt.
Seit 1987 ist Donezk außerdem die Partnerstadt von Bochum, mit der ein sehr reger Austausch auf verschiedenen Ebenen (u. a. Jugend und Caritas) bestand. Zwischen 1987 und 2003 unternahmen über 10.000 Bewohner einen Besuch in einer der Partnerstädte.
Darüber hinaus besteht eine Partnerschaft mit der russischen Stadt Rostow am Don und der georgischen Stadt Kutaissi.